# Митина, Дарья Александровна
Да́рья Алекса́ндровна Ми́тина (род. 14 августа 1973, Москва) — российский политический деятель левого толка, политолог, публицист, кинообозреватель, блогер. Депутат Государственной думы II созыва (1995—1999). 1-й секретарь ЦК РКСМ (с 2010 г.), одна из создателей этого Союза, соруководитель Левого фронта. В мае — августе 2014 года — представитель МИД самопровозглашенной ДНР в Москве. Ныне член президиума ЦК и секретарь ЦК по международным связям Объединённой коммунистической партии (ОКП), соосновательница оной. «С начала 90-х — активный участник молодёжного коммунистического движения», — отмечается про неё на сайте ОКП. После того, как была депутатом, до 2007 года находилась на госслужбе (работала начальником отдела Министерства промышленности, науки и технологий РФ, Министерства образования и науки РФ). Затем, по собственным словам, занимается частной практикой в области GR.
Советник Российской Федерации 1 класса.
Экс-председатель Совета студентов России (избр. 1995), сопредседатель Народно-патриотического союза молодёжи (с Игорем Маляровым).
Лауреат Национальной литературной премии «Золотое перо Руси» (2022).

## Биография
Окончила языковую французскую спецшколу. В 1990—1995 годах училась на историческом факультете МГУ, получила диплом с отличием. Специализировалась по кафедре этнологии. Тема дипломной работы — «Этнодемографические и этносоциальные процессы в постсоветском Казахстане». Окончила также Институт государственного управления и социальных исследований при МГУ по специальности «государственное и муниципальное управление», получив диплом менеджера по управлению наукой, также с отличием. После окончания МГУ училась в аспирантуре (1995—1998). Не окончила её, будучи избрана депутатом.
В 1991 году вступила в РКРП, также вступила в РКСМ Игоря Малярова, в марте 1995 года вошла в состав ЦК РКСМ. Защитник Верховного Совета в сентябре-октябре 1993 года. Когда был учрежден Совет Студентов России — как отмечается, молодёжная организация, ориентированная на КПРФ, — Митина, секретарь ЦК РКСМ и на тот момент ещё студентка, была избрана его председателем.
С 1995 по 2000 год депутат Государственной думы второго созыва. Избрана от КПРФ (№ 4, Нижневолжская региональная группа), однако в самой партии не состояла (попала в список как секретарь ЦК РКСМ), стала самым молодым депутатом парламента России. Состояла во фракции «Народовластие», а с конца января 1996 года до окончания срока депутатских полномочий — КПРФ; член Комитета по делам женщин, семьи и молодёжи. У Митиной было около 1500 депутатских помощников.
В 1999 году стала одним из немногих депутатов фракции КПРФ, поддержавших кандидатуру Владимира Путина на посту премьер-министра.
В 1996 году избрана членом координационного совета Народно-патриотического союза России (НПСР). В 1997 году выдвинула свою кандидатуру в депутаты Московской городской думы по избирательному округу № 25. Затем отказалась от участия в пользу первого секретаря Московского городского комитета КПРФ Александра Куваева.
На следующих парламентских выборах в 1999 году баллотировалась по Туапсинскому округу № 44 (получила 1,45 % голосов), одновременно входила в список «Сталинского блока», возглавляемого В. Анпиловым. Из списка «Сталинского блока» выбыла до регистрации.
С 2001 по 2004 год — начальник отдела Министерства промышленности, науки и технологий Российской Федерации. С 2005 по январь 2007 года — начальник отдела Министерства образования и науки Российской Федерации. С апреля 2007 года — заместитель гендиректора Ассоциации образовательных учреждений АПК и рыболовства. С 2007 по 2008 год — директор департамента Института развития гражданского общества и местного самоуправления (президент А. Подберёзкин). С 2008 года — директор Департамента по взаимодействию с органами государственной власти Фонда содействия развитию науки, образования и медицины.
С 2005 года член Российского комитета по проведению Социального форума.
10 октября 2005 года избрана членом Московского совета «Левого фронта»; осенью 2007 года демонстративно вышла из его руководства. На съезде ЛФ в 2008 году избрана членом его Совета и Исполкома.
C 2010 года Первый секретарь ЦК РКСМ (прежде второй секретарь).
В 2013 году член оргкомитета торжественных мероприятий в Кремле в честь 95-летия комсомола.
В марте 2014 года участвовала в Учредительном съезде Объединённой коммунистической партии и вошла в состав её Центрального Комитета в качестве секретаря по международным связям партии.
С 2015 года директор департамента Института инновационного развития.
В августе 2017 года выступила одним из 20 подписантов письма президенту Франции Эмманюэлю Макрону с просьбой помиловать отбывающего тюремное заключение террориста Ильича Рамиреса Санчеса.
В 2019 году выдвинулась в Московскую городскую думу от партии «Коммунисты России», по итогам получила 3589 голосов и выборы проиграла, заняв третье место.
В 2021 году вновь баллотировалась в депутаты Государственной думы (по Кунцевскому одномандатному округу г. Москвы).
По собственному свидетельству, посетила более 70 стран. Её подругой указывали журналистку Анхар Кочневу.
В 2020 году награждена юбилейной медалью «Московская городская Дума. 25 лет», в 2024 - памятной медалью "79 лет Победы над Японией".
Киноведческая деятельность.
Как отмечалось про Д. Митину в газете «Вечерняя Казань»: «Кино она увлечена с детства. Её родители — выпускники ВГИКа Наталья Митина (кинодраматург) и Касем Искандер Ибрагим Мохаммед Юсуфзай — режиссёр, оператор, создатель Афганского телевидения. Рецензии и обзоры Дарьи публикуются на информационном портале „Новые Хроники“, сайте радио „Эхо Москвы“, в „Русском обозревателе“…»
Входила в жюри блогеров кинофестиваля «2-in-1» (2012).
Являлась независимым экспертом Х Казанского международного фестиваля мусульманского кино (2014).
Входила в жюри Российско-итальянского кинофестиваля RIFF (2019).
Отмечена дипломом премии Гильдии в области киноведения и кинокритики «СЛОН» (2020) в номинации кинокритика — за статьи в центральном печатном органе Союза кинематографистов газете «СК-Новости». Постоянный эксперт Мoскoвскoгo междунарoднoгo кинoфестиваля.
Экология.
Занимается также природоохранной деятельностью. Осенью 2020 года издательство «Питер» опубликовало книгу Д. Митиной и С. Гафурова «Боевая экология. Как Greenpeace, WWF и другие международные экологические организации подрывают развитие России», ISBN 978-5-4461-1723-9 (в выходных данных ошибочно указан 2021 год), встретившую противоречивую реакцию.

## Критика
Как отмечается в материале, вышедшем на World Socialist Web Site 29 сентября 2018 г.: «Митина — сталинист, для которого покойный диктатор является человеком, равного которому нет в истории. Дважды в году она посещает его могилу, чтобы возложить цветы. Она путешествует по миру как неформальный политический агент правительства Владимира Путина. Стремясь обеспечить международную поддержку внешней политики России, Митина встречается не только со сталинистскими и маоистскими организациями, но и с группами, которые выдают себя за сторонников троцкизма. Митина подстраивает свою риторику в соответствии с политическими настроениями своих слушателей. Перед ополченцами-сепаратистами в Донбассе Митина выступает в роли защитника русского национализма. Обращаясь к членам организаций, называющих себя левыми, она искусно изображает внешнюю политику Путина разновидностью антиимпериализма». В то же время там же приводятся её собственные слова: «С одной стороны все прекрасно понимают, что Россия — это не Советский Союз… Тем не менее они не демонизируют Россию, они проявляют классовую солидарность, и не путают Путина со страной… Они поддерживают российское население в их справедливой социальной борьбе, но также поддерживают усилия Путина на интернациональной арене, — там, где, действительно, он заслуживает поддержки…»
В 2019 году подвергалась критике со стороны РКРП (Виктора Тюлькина). Как киноведа её критиковал кандидат искусствоведения, ведущий научный сотрудник НИИК ВГИК Дмитрий Караваев (в 2015).

## Семья
По словам Д. Митиной, её «покойный прадед (Флор Анисимович Митин - прим.), которому я обязана своей фамилией, близко работал с Лениным, был большевиком ленинской плеяды, закончил свою жизнь в трагическом 1937-м». «Он был старым бoльшевикoм, большим профсоюзным руководителем, oдним из рукoвoдителей Рабoчей oппoзиции, рабoтал с Калининым, Шляпникoвым и Кoллoнтай и был oсуждён в 1937 гoду, как и бoльшинствo лидерoв oппoзиции Сталину. В квартире, в которую он въехал в 1929 году, сразу когда построили дом, я и живу до сих пор», — рассказывала она в другом интервью. В Великую Отечественную войну её дедушка дошёл до Берлина и служил там в комендатуре, а бабушка также воевала на фронте, за что награждалась. Бабушка Маргарита Флоровна Митина, уроженка Артемовска, была экономистом, училась и преподавала в МГУ. Дедушка был доктором технических наук, работал во Всесоюзном НИИ вагоностроения. В детстве Дарья жила с матерью и её родителями.
Отец — Касем Искандер Ибрагим Мoхаммед Юсуфзай (24 апреля 1938 — 27 сентября 1996). Гражданин Афганистана, пуштун по национальности, сын афганского премьер-министра (1963—1965) и крупного дипломата Мухаммеда Юсуфа, coздатель и рукoвoдитель афганскoгo нациoнальнoгo телевидения. В 1970-х годах жил в Москве и учился во ВГИКе, где и познакомился с будущей матерью Дарьи Митиной. После учёбы вернулся на родину. Повешен талибами во время взятия ими Кабула. Как отмечала про это сама Митина, её отец «был после жестоких пыток повешен при взятии талибами Кабула, во время захвата кабульского телецентра, вместе с десятками других лидеров государства, военных и гражданских руководителей и афганской интеллигенции, в один день с Наджибуллой и его братом Шахпуром Ахмадзаем».
Мать — Наталья Васильевна Митина (1944 - 2001), кинодраматург, в начале 1990-х работала в аппарате фракции «Отчизна» Верховного Совета РСФСР, заместителем главного редактора газеты «Дума» фракции КПРФ в Государственной Думе РФ.
Гражданский супруг — Саид Гафуров (род. 1967), российский экономист, востоковед и публицист, заместитель главного редактора журнала «ВВП».